# Gemini Scopuli
Gemini Scopuli és una formació geològica de tipus scopulus a la superfície de Mart, localitzada amb el sistema de coordenades planetocèntriques a 84.36 latitud N i 110.86 ° longitud E, que fa 1.000,36 km de diàmetre. El nom va ser aprovat per la UAI l'any 2006 i fa referència a una característica d'albedo.